# 李正己
李 正己（り せいき、732年 - 781年）は、唐代の軍人。平盧淄青節度使。もとの名は懐玉。高句麗の出身。

## 経歴
営州で生まれた。営州副将となった。乾元元年（758年）、平盧節度使の王玄志が死去すると、懐玉は王玄志の子が節度使となるのを恐れて、これを殺し、軍人たちとともに侯希逸を軍帥に擁立した。懐玉は侯希逸の母方の従弟にあたっていた。のちに侯希逸とともに青州に入り、折衝将軍に累進した。宝応元年（762年）、軍を率いて史朝義を討ち、鄭州に到達した。ちょうど唐の援軍である回紇が横暴をふるっていて、唐の諸軍もみな逆らおうとしなかった。懐玉はこのとき軍候であったが、ひとり回紇と衝突して、回紇の首領を捕らえてその背を叩くと、その首領は尿を漏らして滴らせたので、衆軍の笑いものになった。回紇は恥じ入って、横暴を働かなくなった。
懐玉は平盧淄青節度使の侯希逸の下で兵馬使をつとめた。懐玉は沈毅で衆心を得ていたため、希逸がある事件により懐玉の職を解くと、軍中はみな懐玉の罪ではないと言って、解任を不当とした。永泰元年（765年）、軍人たちが侯希逸を追放すると、懐玉は軍帥に擁立された。朝廷により平盧淄青節度営田観察・陸運海運押新羅渤海両蕃使・検校工部尚書に任じられ、御史大夫・青州刺史を兼ね、正己の名を賜った。正己は淄州・青州・斉州・海州・登州・萊州・沂州・密州・徳州・棣州などの地を管轄し、田承嗣・令狐彰・薛嵩・李宝臣・梁崇義らの節度使たちと互いに連携していた。大暦年間、薛嵩が死去し、李霊曜が乱を起こすと、正己は諸節度使とともにこれを鎮圧して、曹州・濮州・徐州・兗州・鄆州を獲得して、合わせて15州を管轄した。大暦10年（775年）、正己は検校尚書右僕射を加えられ、饒陽郡王に封じられた。大暦11年（776年）10月、検校司空・同中書門下平章事となった。のちに正己は青州から鄆州に根拠地を移し、子の李納や腹心の将に淄青の地を分割統治させた。大暦14年（779年）6月、司徒を加えられ、太子太保を兼ねた。
建中元年（780年）、汴州に築城されると、正己は唐の朝廷による討伐を恐れて、兵を済陰に移して駐屯させ、昼夜教習して進攻に備えさせた。さらに徐州で兵を増員して、江淮を扼させたので、唐の朝廷は租税の運送の道を変更しなければならなくなった。建中2年（781年）8月辛卯、正己は疽ができて死去した。享年は50。子の李納が正己の死を数カ月隠し、淄青の兵権と行政を掌握すると、ようやく喪を発した。興元元年（784年）4月、子の李納が唐の朝廷に帰順すると、正己は太尉の位を追贈された。

## 伝記資料
- 『旧唐書』巻124 列伝第74
- 『新唐書』巻213 列伝第138